# Dalia (nome italiano)
Dalia  è un nome proprio di persona italiano femminile.

## Varianti
- Maschili: Dalio[2][3], Dalino[3]
- Femminili: Daliana[1]

### Varianti in altre lingue
- Arabo: دالیا (Dalia)[4], Dahlia[4]
- Catalano: Dàlia[5], Dàhlia[5]
- Inglese: Dahlia[6][7]
- Spagnolo: Dalia[5][6], Dahlia[5]
- Ungherese: Dália

## Origine e diffusione

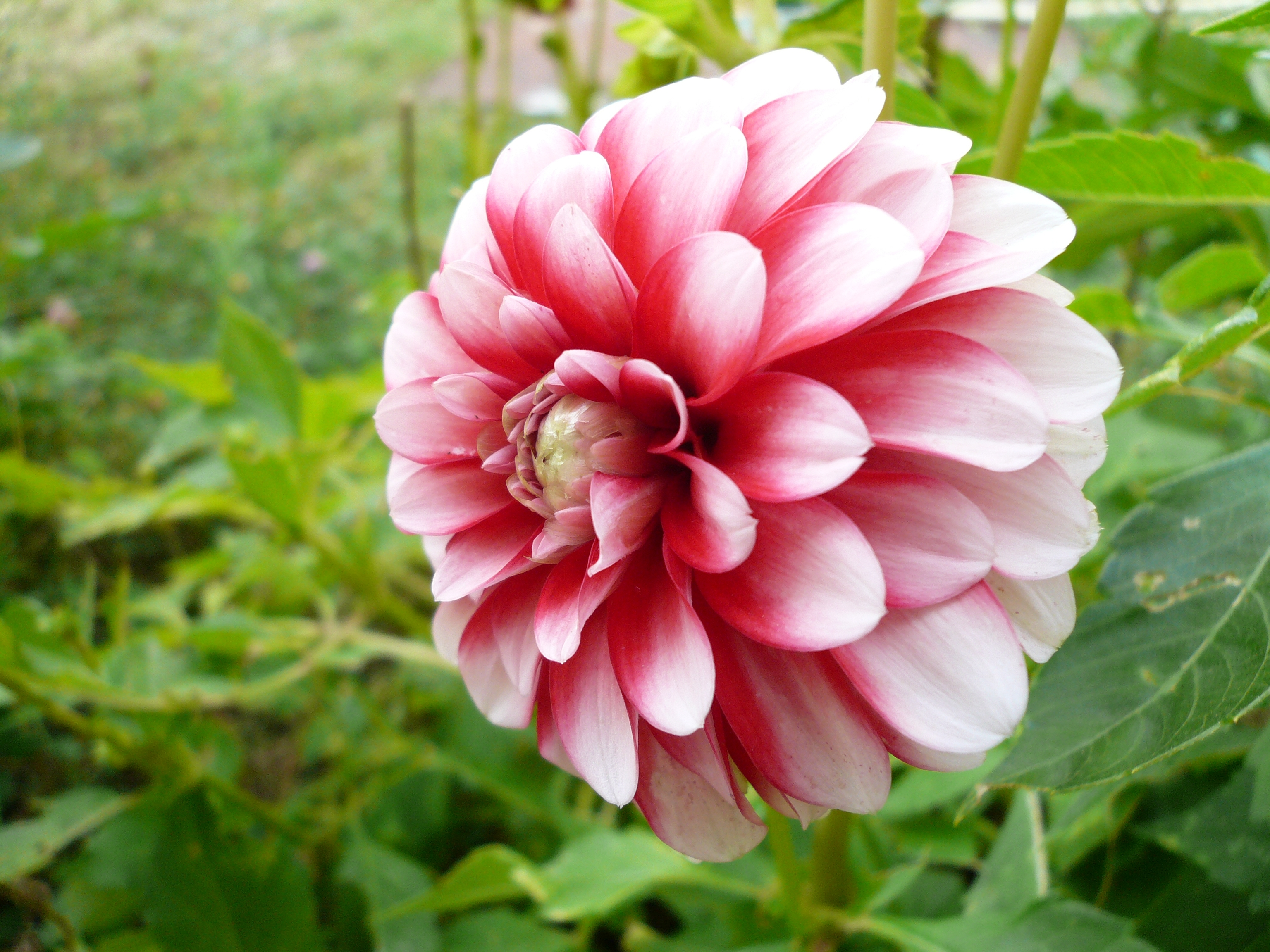
Un fiore di dalia

Si tratta di un nome augurale che richiama il fiore della dalia, il cui nome (originariamente dahlia, adattato in dalia in italiano) deriva dal cognome del botanico svedese Anders Dahl che la scoprì nel 1788 in Messico (di cui è quindi considerata "fiore nazionale") e la introdusse in Europa; etimologicamente, il cognome di Dahl risale al vocabolo svedese dahl, che significa "valle" (imparentato con l'inglese dale, dal medesimo significato).
Dalia fa parte di quell'ampia schiera di nomi augurali di ispirazione floreale, insieme con Margherita, Viola, Giacinta, Poppy, Narciso, Aoi, Azucena e molti altri. Il suo uso in inglese è moderno, attestato a partire dal tardo XIX secolo.
Va notato che questo nome è omografo con altri due, il lituano Dalia e l'ebraico Dalia.

## Onomastico
Non ci sono sante con questo nome, che è quindi adespota. L'onomastico si può festeggiare il 1º novembre, giorno di Ognissanti.

## Persone

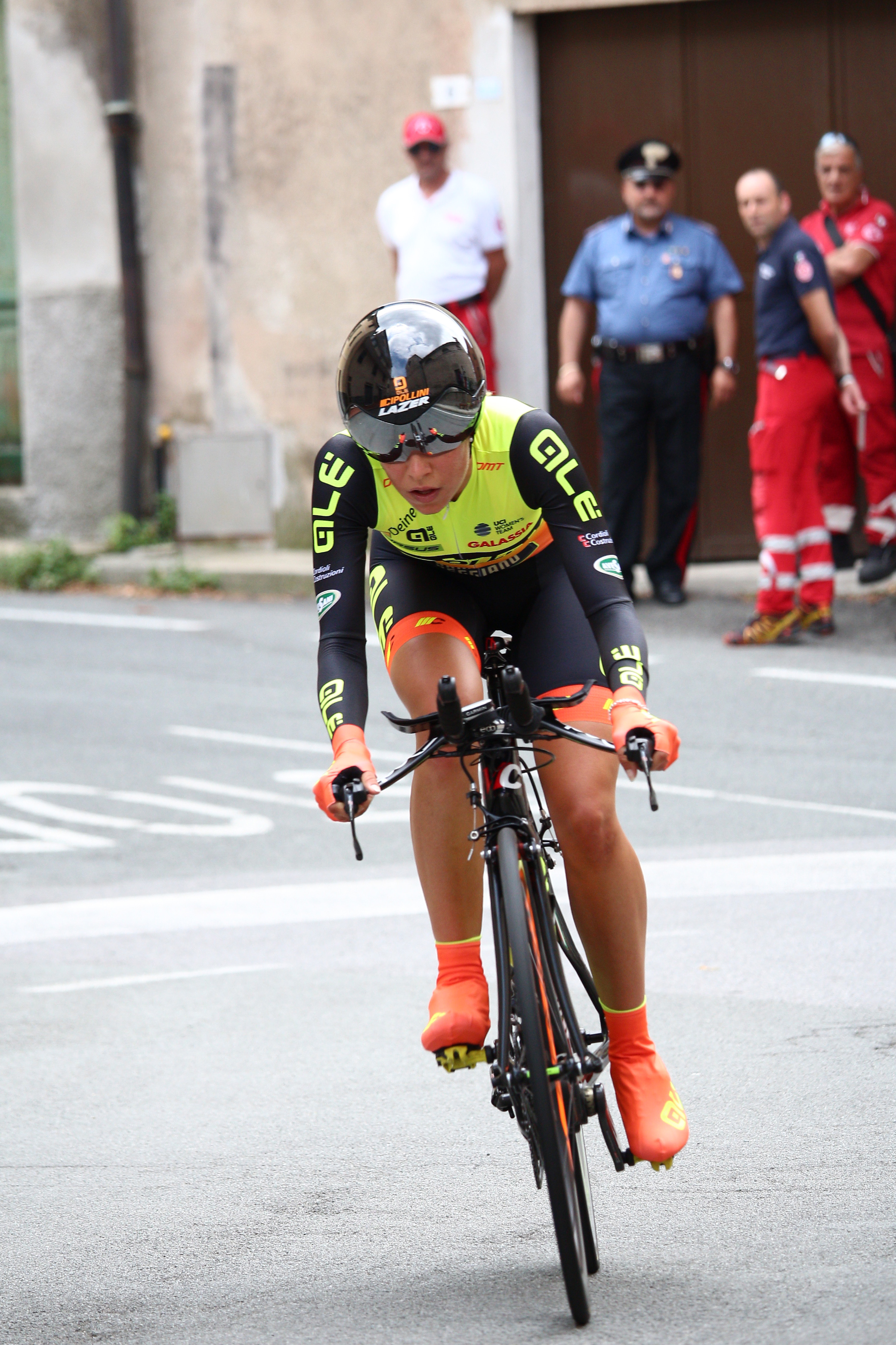
Dalia Muccioli

- Dalia Contreras, taekwondoka venezuelana
- Dalia Fernández, modella dominicana
- Dalia Gaberščik, imprenditrice italiana
- Dalia Henry, cestista cubana
- Dalia Muccioli, ciclista su strada italiana
- Dalia Sofer, scrittrice iraniana naturalizzata statunitense

### Variante Dahlia
- Dahlia Duhaney, atleta giamaicana
- Dahlia Grey, pornoattrice statunitense

## Il nome nelle arti
- Dalia è un personaggio della serie Pokémon.
- Dalia è un personaggio del film d'animazione del 2005 Barbie Fairytopia.
- Dahlia Hawthorne è un personaggio della serie di videogiochi Ace Attorney.
- Dalia è la Dama di compagnia della principessa Jasmine nel live action Disney Aladdin del 2019.